# 三叉神経中脳路核
三叉神経中脳路核（さんさしんけいちゅうのうろかく、英語: mesencephalic trigeminal nucleus）は、筋肉もしくは骨の位置を感じる固有感覚に関わる中脳の神経核。実際には神経核というよりも、三叉神経節などのような感覚神経節に相当するが、発生過程で脳幹に埋め込まれてしまったもので、末梢性の感覚ニューロンによって構成されている。三叉神経中脳路核は、感覚情報が末梢神経系の感覚神経節を経由してから中枢神経系に入力するという一般則に対する唯一の例外である。顎からの感覚情報を受け取り、三叉神経運動核へ投射する。